# Carlo Gesualdo
Carlo Gesualdo lub Gesualdo da Venosa (ur. w 1566 w Venosie, zm. 8 września 1613 w Avellino) – włoski kompozytor i lutnista, książę Venosy, żyjący i działający w okresie późnego renesansu, uważany też za reprezentanta manieryzmu w muzyce.

## Życiorys
Najprawdopodobniej urodził się w Venosa, ówczesnej części Królestwa Neapolu, niewiele więcej jednak wiadomo o jego młodości, nawet o dacie jego urodzin – 1560, 1561 lub 1566 – jest to kwestia sporna. Gesualdo należał do arystokratycznej rodziny, która zdobyła tytuł książąt Venosy w 1560 roku. Jego wujem był Carlo Borromeo, późniejszy święty Karol Boromeusz. Ponadto matka Gesualda, Girolama, była siostrzenicą papieża Piusa IV.
Gesualdo przyjaźnił się z Pomponio Nenna, lecz nie wiadomo jakiego dokładnie typu był to kontakt. Wiadomo, że od najmłodszych lat wykazywał ogromne zainteresowanie muzyką. Oprócz lutni, grał także na klawesynie oraz gitarze. Uczył się prawdopodobnie u Pomponia Nenny, a później udało mu się zebrać wokół siebie w Neapolu wielu ówczesnych kompozytorów włoskich. Łączyła go też przyjaźń z poetą Torquato Tasso.
W 1586 r. Gesualdo poślubił swoją kuzynkę, Donnę Marię d’Avalos, córkę markiza Pescara. Dwa lata później rozpoczął się romans Marii z Fabrizio Carafa, księciem Andrii, utrzymywany w tajemnicy przez kolejne dwa lata. W dniu 16 października 1590 r. w Palazzo San Severo w Neapolu, kiedy Gesualdo był rzekomo na polowaniu, para kochanków nie podjęła wystarczających środków ostrożności i kiedy wrócił on niespodziewanie do pałacu, złapał ich na gorącym uczynku i zamordował oboje, wystawiając później ciała na widok publiczny przed pałacem. Miał świadomość, że jako książę, nie będzie za to ścigany przez prawo, lecz z obawy przed zemstą rodziny żony lub jej kochanka, schronił się w swoim zamku w Venosie.
Pod koniec swego życia popadł w chorobę psychiczną, z której się już nie wyleczył. Choroba była tak silna, że wyciął własnoręcznie cały las wokół swojego zamku. Zmarł w odosobnieniu na zamku w Avellino.

## Twórczość
Zdecydowaną większość jego twórczości stanowią madrygały. Początkowo wzorował się on na innych twórcach, lecz po pewnym czasie wykształcił swój własny styl, charakteryzujący się szeroko stosowaną chromatyką, mającą podkreślać wyraz utworów. Teksty przez niego opracowywane są raczej krótkie, lecz o dużym ładunku emocjonalnym. Często występują w nich oksymorony. Podstawowe motywy w tekstach madrygałów Gesualda to cierpienie, rozpacz i śmierć, sporadycznie występują też motywy pastoralne. Wszystkie kompozycje mają formę przekomponowaną, przeważają utwory pięciogłosowe a cappella. Kompozytor stosuje ciekawe środki polifoniczne, np.: bliskie wejścia tematów, imitacje parami i modyfikacje tematów. Wprowadza w melodyce nie stosowane dotąd skoki (4 zw, 7 i 9) oraz postępy chromatyczne od trzech lub czterech do siedmiu półtonów opadających np. chromatyka pojawia się we wszystkich głosach utworu polifonicznego. Stosowanie chromatyki łączyło się z następstwami harmonicznymi.
Gesualdo wykorzystywał np.:
- połączenia akordów odległych o sekundę;
- połączenia trytonowe;
- opóźnienia pojedyncze i podwójne;
- akordy z 6, 7 i 9;
- dysonanse przygotowane i nieprzygotowane.